# غينكي إشيزاكي
غينكي إشيزاكي (باليابانية: 石坂 元気) (13 يوليو 1993 في توياما في اليابان – )؛ هو لاعب كرة قدم كان يلعب كمدافع.

## وصلات خارجية
- غينكي إشيزاكي على موقع رابطة كرة القدم اليابانية للمحترفين (اليابانية)